# Kunsthal Košice
Kunsthal Košice (Slowaaks: Kunsthalle Košice) is een gebouw in de Slowaakse stad Košice, dat dient als tentoonstellingsruimte voor beeldende kunst. Vanuit historisch oogpunt is het de eerste "kunsthal" in Slowakije.
Door de titel culturele hoofdstad van Europa 2013 kwam Košice als centrum voor kunst en cultuur onder de aandacht van de buurlanden. Uit het vervallen gebouw van het voormalige overdekte zwembad aan de Rumanovastraat 1 ontstond een ruimte voor hedendaagse kunst. De renovatie van het pand kostte 7,5 miljoen euro en werd gefinancierd door de Europese Commissie. In juli 2013 opende de hal haar deuren na werkzaamheden die bijna een jaar duurden.

## Geschiedenis
Het gebouw van het voormalige overdekte zwembad wordt beschouwd als een van de meest waardevolle constructies van de jaren 1950-1960. Het werd ontworpen door de plaatselijke architect Ladislav Greč en de bouwwerken werden uitgevoerd van 1957 tot 1962. De artistieke verfraaiing van het interieur is het werk van kunstenares Herta Ondrušová-Viktorínová. Het overdekte zwembad was de vierde soortgelijke inrichting die in Tsjecho-Slowakije werd gebouwd en het was in die periode architecturaal en landelijk een van de mooiste verwezenlijkingen. Nochtans duurde het gebruik slechts tot het einde van de jaren 1970. Nadat de toentertijd nabij gelegen rivier Hornád in 1968 gekanaliseerd werd, en omgeleid buiten het stadscentrum, en bovendien de waterloop Mlynský werd afgesloten, werd in de voormalige bedding een weg met vier rijstroken aangelegd (Stefánikova). Dit had tot gevolg dat het grondwater wegtrok, de aarde droger werd, en stabiliteitsproblemen optraden in het gebouw dat het zwembad overdekte. Dienvolgens werd dit om veiligheidsredenen gesloten.

## Wederopbouw
Tijdens de wederopbouw werden de beschadigde vleugels met één verdieping (aan de west- en oostzijde) gesloopt, waarna nieuwe werden opgetrokken. De dakconstructie bleef behouden en de ramen werden vervangen, waarbij de originele vorm en indeling werd gerespecteerd. Het mozaïek dat typerend was voor het zwembad, bleef bestaan maar werd naar de eerste verdieping verplaatst. Het herinnert aan de tijd dat het zwembad zijn initiële functie vervulde. De ruimte van het bad -in het centrale deel van de hal- is heden ten dage gevuld met kunst en wordt gebruikt door artiesten die hun werk tentoonstellen.
Aan het oorspronkelijke uiterlijk van het bouwwerk is weinig veranderd.

## Belangrijke exposanten

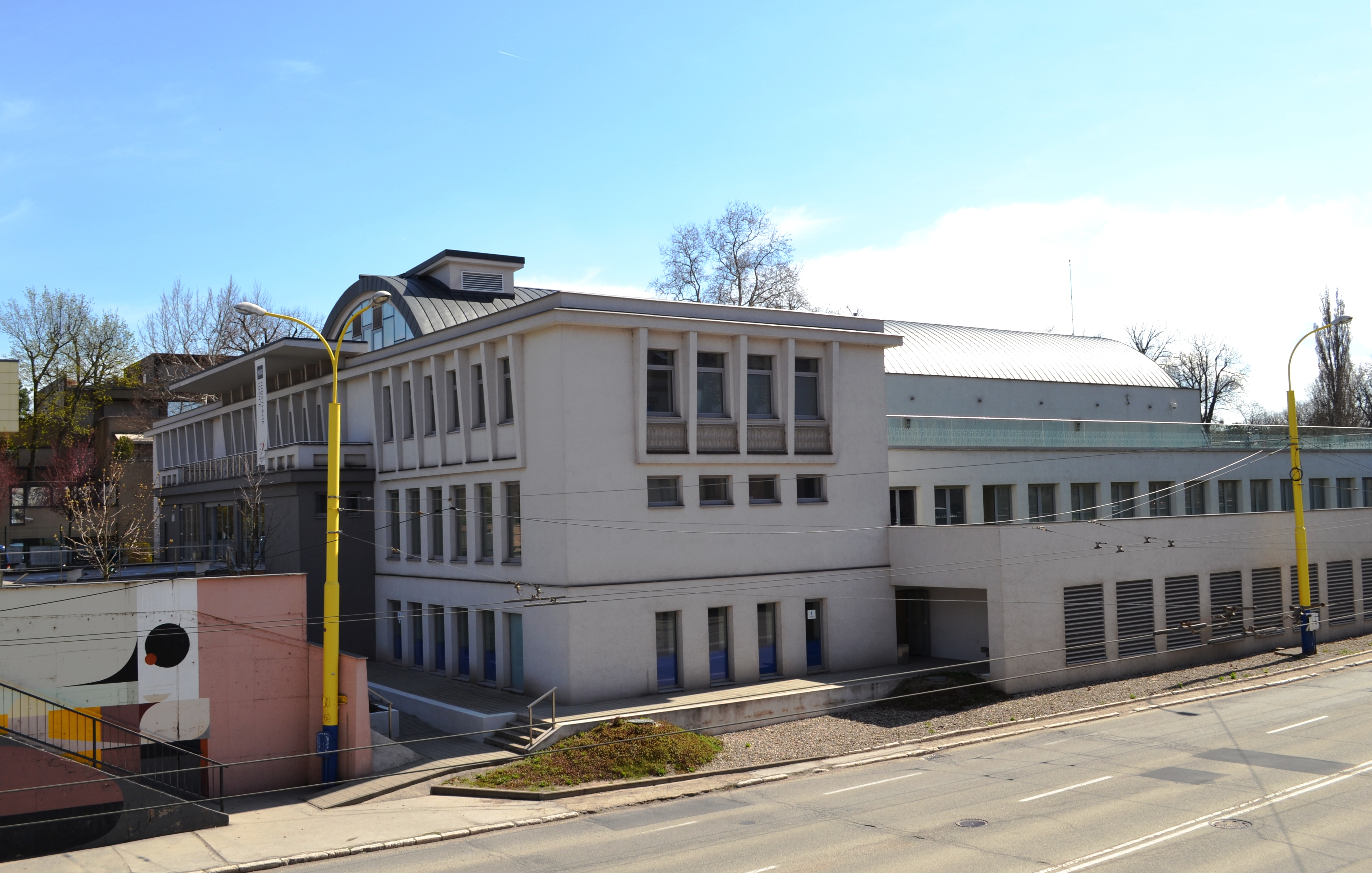
De toegang tot de "Kunsthal Košice" is gelegen aan de Rumanova-straat 1, nabij het stadspark. Op de achtergrond ziet men bomen van het stadspark, op de voorgrond ligt de Stefánikova-straat.

Onder meer de volgende beoefenaars van kunsten exposeerden hier:
- Tony Cragg (9 april 1949) (beeldhouwer, Groot-Brittannië),
- Gyula Kosice (26 april 1924 - 25 mei 2016) (Slowakije, Kosice),
- Constantin Brâncuși (19 februari 1876 - 16 maart 1957) (fotograaf, Roemenië),
- Damien Hirst (7 juni 1965) (Groot-Brittannië).